# آزادی حیوانات
آزادی حیوانات (به انگلیسی: Animal Liberation) اثر فیلسوف و اخلاقدان شهیر استرالیایی، پیتر سینگر، برای نخستین بار در سال ۱۹۷۵ منتشر، و از آن زمان تاکنون با ویراستهای مختلف و جدیدی به اَشکال متفاوت مورد تجدید چاپ قرار گرفته‌است. این کتاب تاکنون به بیست زبان دنیا ترجمه شده‌است، که ترجمهٔ فارسی اثر بیست و یکمین زبانی محسوب می‌شود که این اثر بدان برگردانده شده‌است. نشریهٔ تایم در سال ۲۰۱۱ کتاب آزادی حیوانات را در بین فهرستِ ۱۰۰ اثر غیرادبیِ همهٔ دوران قرار داد. سینگر در این اثر خود، با متداول ساختن اصطلاح «گونه‌پرستی»، به استدلال علیه شیوه‌هایی می‌پردازد که انسان‌ها به انحاء مختلف حیوانات را مورد سوءاستفاده قرار داده و از آن‌ها بهره‌کشی می‌کنند. مطابق استدلال سینگر در مقام یک فیلسوف فایده باور در کتاب آزادی حیوانات، هر موجودی که «توانایی احساس درد و رنج» را داشته باشد یا به تعبیری «حساس» باشد واجد «منافع» تلقی شده و برما انسان‌هاست که به حکم اخلاق، منافعِ آن موجود را درست به اندازهٔ منافع هر موجودِ ذی‌نفعِ دیگری، از جمله منافعِ گونه‌های انسانی خودمان، به‌شمار آورده و بدان‌ها احترام بگذاریم. از این رو، کمتر به‌شمار آوردن، یا اصلاً به‌شمار نیاوردنِ منافعِ گونه‌های دیگر شکل ناموجهی از تبعیض خواهد بود که سینگر به پیروی از ریچارد رایدر، آن را «گونه پرستی» می‌خواند و منطقِ نهفته در پشت آن را مشابه منطق «نژادپرستی» و «جنسیت پرستی» می‌داند. وی در این کتاب به برملا ساختن چندین رویهٔ اساسی و مهمی می‌پردازد که ما انسان‌ها با چنین گرایشِ ناموجهی به شکلی نظام مند حیوانات را بدون در نظر گرفتنِ منافعشان مورد سوءاستفاده قرار می‌دهیم: رویه‌هایی همچون «دامداری صنعتی» یا استفاده از حیوانات برای خوراک و پوشاک، «استفاده از حیوانات در امر آزمایش». نهایتاً ازنظر وی، برما انسان‌هاست که با ترک این رویه‌ها و ترک رژیم گوشت‌خواری و انتخاب گیاهخواری هم مانع از درد و رنجِ بیهودهٔ انبوه حیوانات شویم هم بواسطهٔ ترک «دامداری صنعتی» به عنوان عامل اصلی گرمایش زمین و آلودگیِ هوا و آب‌ها باعث نجات طبیعت و محیط زیست شده و هم اینکه با افزایش میزان غذاهای گیاهی بواسطهٔ حذف دامداری به عنوان منبع اصلیِ مصرف خوراک گیاهی، فقر جهانی را ریشه کن کنیم. این کتاب با ترجمه و اضافات توسط بهنام خداپناه و از سوی نشر ققنوس منتشر گردیده‌است.

## استدلال اصلی اثر
پیتر سینگر پیشگفتار سال ۱۹۷۵ را اینگونه آغاز می‌کند:
«این کتاب دربارهٔ خودکامگیِ انسان نسبت به حیوانات است. این خودکامگی از دورانِ گذشته تاکنون همچنان باعث وسعتی از درد و رنجی می‌شود که تنها می‌توان آنرا با درد و رنجی مقایسه کرد که از قرنها خودکامگیِ سفیدپوستان بر سیاهپوستان ناشی شده‌است. نزاع علیه این خودکامگی نزاعی است به اهمیتِ هر مسئلهٔ اخلاقی و اجتماعی یی که در سالهای اخیر بر سر آن مبارزه صورت گرفته‌است.»
مطابق استدلال سینگر در مقام یک فیلسوف فایده باور در کتاب آزادی حیوانات، هر موجودی که «توانایی احساس درد و رنج» را داشته باشد یا به تعبیری «حساس» (sentient) باشد واجد «منافع» (interests) تلقی شده و برما انسان‌هاست که به حکم اخلاق، منافعِ آن موجود را درست به اندازهٔ منافع هر موجودِ ذی‌نفعِ دیگری، از جمله منافعِ گونه‌های انسانیِ خودمان، به‌شمار آورده و بدان‌ها احترام بگذاریم. از نظر سینگر، «دردْ درد است، و از اهمیتِ پیشگیری از درد و رنجِ غیرضروری به این خاطر که موجودی که رنج می‌کشد عضوی از گونهٔ ما نیست کاسته نمی‌شود». از این رو، کمتر به‌شمار آوردن، یا اصلاً به‌شمار نیاوردنِ منافعِ گونه‌های دیگر شکل ناموجهی از تبعیض خواهد بود که وی به پیروی از ریچارد رایدر، آن را «گونه‌پرستی» می‌خواند و منطقِ نهفته در پَسِ آن را مشابه منطق «نژادپرستی» و «جنسیت پرستی» می‌داند:
«نژادپرستها، زمانیکه میان منافع طبقهٔ خود و منافعِ افرادی از نژادهای دیگر تصادمی بوجود می‌آید، با در نظر گرفتن ارزش بیشتری برای منافعِ اعضای نژاد خود اصل برابری را نقض می‌کنند. جنسیت پرستان نیز اصل برابری را با طرفداری از منافعِ جنسیّتِ خود نقض می‌کنند. به همین ترتیب، گونه پرستان نیز اجازه می‌دهند که منافعِ گونه‌های مختص به خودشان بیشترِ منافعِ اعضای گونه‌های دیگر را پایمال کند. هر یک از این موارد الگوی مشابهی دارند.»
وی منظور خود از «اصل برابری» را اینگونه شرح می‌دهد:
«اصل برابریِ انسانی توصیفی از یک برابری واقعی منتسب به انسانها نیست: بلکه چنین اصلی عبارتست از توصیه به اینکه ما باید با انسانها چگونه رفتار کنیم.»
به این معنا که وقتی که گفته می‌شود انسان‌ها برابرند، این نه به معنای آن است که انسان‌ها عملاً از توانایی‌های یکسانی برخوردارند، مثلاً اینطور نیست که همهٔ انسان‌ها از ضریب هوشیِ یکسانی برخوردار باشند، بلکه منظور این است که به منافع انسان‌ها، صرفنظر از نژاد، جنس، طبقه و …، باید «توجه برابر و یکسانی» داده شود. این مسئله در خصوص «گونه» نیز صادق است و صرفنظر از تعلق یک موجود به گونه ای غیر از گونهٔ انسانی، و بر اساس ملاک «حساس» بودن، باید به منافعِ آن موجود نیز توجهی برابر شود.
وی در این کتاب به برملا ساختن چندین رویهٔ اساسی و مهمی می‌پردازد که ما انسان‌ها با چنین گرایشِ ناموجهی به شکلی نظام‌مند حیوانات را بدون در نظر گرفتنِ منافعشان مورد سوءاستفاده قرار می‌دهیم: رویه‌هایی همچون «دامداری صنعتی» یا استفاده از حیوانات برای خوراک و پوشاک، «استفاده از حیوانات در امر آزمایش». نهایتاً ازنظر وی، برما انسان‌هاست که با ترک این رویه‌ها و ترک رژیم گوشت‌خواری و روی آوردن به گیاهخواری هم مانع از درد و رنجِ بیهودهٔ انبوه حیوانات شویم هم بواسطهٔ ترک «دامداری صنعتی» به عنوان عامل اصلی گرمایش زمین و آلودگیِ هوا و آب‌ها باعث نجات طبیعت و محیط زیست شده و هم اینکه با افزایش میزان غذاهای گیاهی بواسطهٔ حذف دامداری به عنوان مصرف کنندهٔ اصلیِ خوراک گیاهی، فقر جهانی را ریشه کن کنیم.

### نگاهی اجمالی به فصلهای کتاب
ترجمهٔ فارسی کتاب آزادی حیوانات دارای ساختار ذیل است:
- «مقدمهٔ مترجم» که شامل عناوین زیر می‌شود:

ضرورت طرح حقوق حیوانات/ گرایش‌های اصلی در زمینهٔ حقوق حیوانات / وضعیت حقوق حیوانات در ایران
حیوان آزاری‌های ما/ چگونه منشأ اثر می‌شویم؟ / دربارهٔ نویسنده/ دربارهٔ ترجمه
- «پیشگفتار نویسنده به مناسبت ترجمهٔ فارسیِ کتاب»
- «مقدمه به قلم یووال نوح هِراری»
- «پیشگفتارِ نویسنده به مناسبت ویراستِ چهلمین سالگردِ انتشار کتاب»
- «پیشگفتارهای ویراستهای ۱۹۷۵، ۱۹۹۰، ۲۰۰۲»
- «فصل ۱: همهٔ حیوانات برابرند: یا چرا اصلِ اخلاقی یی که برابریِ انسانی بر آن مبتنی است ما را به بسط توجهِ برابر نسبت به حیوانات نیز ملزم می‌سازد»
- «فصل ۲: ابزار پژوهش: مالیاتهای شما موثرند»

سینگر در این فصل به استفاده از حیوانات در امر آزمایش با توصیف انواع آزمایش‌هاِ روانشناختی، پزشکی، نظامی و علمی گوناگون روی حیوانات مبادرت کرده و براساس گزارش‌هاِ خودِ همین آزمایش‌ها، اکثر آن‌ها را غیرضروری و غیراخلاقی دانسته که خودِ این رویه‌ها را حاکی از نگرش‌ها و تمایلاتِ گونه پرستانهٔ آزمایشگران، و همچنین خودِ ما انسان‌ها، می‌داند.
- «فصل ۳: درون دامداریِ صنعتی: یا چه بر سر غذای شما آمد وقتی هنوز یک حیوان بود»

وی در این فصل به توصیف «دامداری صنعتی» یا استفاده از حیوانات برای خوراک اقدام کرده و در کنار آزمایش روی حیوانات، این رویه‌ها را به عنوان یکی دیگر از رویه‌های سیستماتیک و نظام مندی توصیف می‌کند که به اَشکال گوناگون با وارد ساختن درد و رنجی غیرقابل توصیف روی حیوانات «منافع» آن‌ها را پایمال می‌کنند.
- «فصل ۴: گیاهخواری: یا چگونه رنج کمتر و غذای بیشتری با هزینهٔ کمتری برای محیطزیست تولید کنیم»

سینگر در این فصل کتاب راهکار عملیِ خود را برای خاتمه بخشیدن به اصلی‌ترین رویه‌های گونه پرستانهٔ مذکور ذکر می‌کند: گیاهخواری. از نظر وی، ما با اخذ گیاهخواری هم مانع از درد و رنجِ بیهودهٔ انبوه حیوانات می‌شویم هم بواسطهٔ ترک «دامداری صنعتی» به عنوان عامل اصلی گرمایش زمین و آلودگیِ هوا و آب‌ها باعث نجات طبیعت و محیط زیست شده و هم اینکه با افزایش میزان غذاهای گیاهی بواسطهٔ حذف دامداری به عنوان مصرف کنندهٔ اصلیِ خوراک گیاهی، فقر جهانی را ریشه کن می‌کنیم.
- «فصل ۵: سلطهٔ انسان: تاریخچهٔ گونه پرستی»

سینگر در این فصل، تاریخچهٔ مختصری از گونه پرستی را از زمان کتاب مقدس تا دوران معاصر پیگیری کرده و علیه آن به استدلال می‌پردازد.
- «فصل ۶: گونه پرستی در جهان معاصر: دفاعیه‌ها، دلیل تراشی‌ها، و اعتراضات نسبت به آزادیِ حیوانات و پیشرفتهای حاصل آمده در غلبهٔ بر آنها»

نهایتاً در این فصل نیز اعتراضات مختلف نسبت به آزادی حیوانات را مورد بررسی قرار داده و به ارائهٔ گزارشی از پیشرفتهای صورت گرفته در این حوزه در سالیان اخیر اقدام می‌کند.